# 福建省卫生健康委员会
福建省卫生健康委员会是中华人民共和国福建省人民政府主管卫生的组成部门。加挂“福建省爱国卫生运动委员会办公室”牌子，正厅级。

## 沿革
- 1949年9月，成立福建省人民政府卫生厅；
- 1968年10月，撤销省卫生厅，代以中国人民解放军福建省卫生厅军事代表；
- 1968年11月，福建省革命委员会生产指挥部成立民事卫生组；
- 1970年1月，成立福建省革命委员会生产指挥部卫生局；
- 1971年1月，改称福建省革命委员会卫生局；
- 1975年11月，改称福建省卫生局；
- 1980年9月，改称为福建省卫生厅。[2]

## 组织机构

### 内设机构
1. 办公室
2. 计划财务处
3. 卫生法制与监督处
4. 卫生应急办公室（省突发公共卫生事件应急指挥中心）
5. 疾病控制处
6. 农村与社区卫生处
7. 医政处（省药品集中采购管理办公室）
8. 妇幼卫生处
9. 中医药管理处（省中医药管理局）
10. 科技教育处
11. 外事处
12. 保健办公室（省保健委员会办公室）
13. 人事处
14. 党委办
15. 离退休干部工作处[3]

### 直属医疗卫生单位
1. 福建省立医院
2. 福建省肿瘤医院
3. 福建省妇幼保健院
4. 福建省级机关医院
5. 福建省卫生厅卫生监督所
6. 福建省疾病预防控制中心
7. 福建省职业病与化学中毒预防控制中心
8. 福建省卫生职业技术学院
9. 福建省医学科学研究所
10. 福建省血液中心
11. 福建省皮肤病性病防治院

### 省属医院
1. 福建医科大学附属协和医院
2. 福建医科大学附属第一医院
3. 福建医科大学附属第二医院
4. 福建医科大学附属口腔医院
5. 福建中医学院附属人民医院
6. 福建中医学院附属第二人民医院
7. 福建省中医药研究院
8. 福建省老年医院[4]

## 历任厅长
- 厅长
  - 叶果（1949年9月-1952年7月）
  - 黄开云（1952年7月-1956年9月）
  - 左英（1956年9月-1968年8月）
- 领导小组组长
  - 徐世杰（1970年1月-1970年12月）
- 党核心组组长
  - 朱直光（1971年1月-1974年11月）
- 局长
  - 赵毅（1974年11月-1975年10月）
  - 吉人（1975年10月-1978年10月）
  - 张荣彩（1978年10月-1980年9月）
- 厅长
  - 张荣彩（1980年9月-1986年12月）
  - 计克良（1988年1月-1993年）
  - 魏忠义（1993年-）
  - 何明（-2000年4月）
  - 杨平（2000年4月-2011年9月）
  - 陈秋立（2011年9月-2013年4月）
  - 朱淑芳（2013年4月-2013年11月）
- 主任
  - 朱淑芳（2013年11月-2018年3月）
  - 柳红（2018年3月-2021年4月）
  - 黄如欣（2021年4月-2022年7月）
  - 杨闽红（2022年7月-）

## 荣誉
2020年9月，被中共中央、国务院、中央军委授予“全国抗击新冠肺炎疫情先进集体”。